# Robert III d'Hesbaye
Robert III d'Hesbaye fou un noble franc de la família dels robertins. Fill de Robert II d'Hesbaye, està testimoniat com a comte de Worms i de l'Oberrheingau el 812-816.
Es va casar amb Waldrada filla del comte Adrià d'Orleans, neboda d'Hildegarda de Vintzgau, esposa de Carlemany, germana d'Odó d'Orleans i tia d'Ermentruda d'Orleans l'esposa de Carles II el Calb. D'aquest matrimoni, van tenir:
- quasi segur a Robert el Fort († 866), marquès de Nèustria.
- probablement Eudes I de Troyes († 871), comte de troyes.
- probablement Adalelm de Laon, comte de Laon, conseller de Lluís II de França el 877 i pare de Gautier de Laon, comte de Laon executat el 892.

Va morir abans del 834. El seu fill Robert el Fort va heretar els seus comtats el 836.